# Temporada 2025 de la Copa Racer
La temporada 2025 de la Copa Racer Confortauto es la quinta temporada de esta competición organizada por E2P. Como novedad principal este año se introducía para el 18 de mayo una carrera de dos horas a disputarse en el Circuito Monteblanco, abierta a participar con hasta 3 pilotos por coche, sin embargo tras la primera ronda, ésta cita fue aplazada al final de temporada a la espera de más inscripción.

## Escuderías y pilotos
| Escudería            | N.º                  | Pilotos              | Pilotos              | Rondas               |
| Racer Turismo (MINI) | Racer Turismo (MINI) | Racer Turismo (MINI) | Racer Turismo (MINI) | Racer Turismo (MINI) |
| -------------------- | -------------------- | -------------------- | -------------------- | -------------------- |
| H.A.R.T.             | 1                    | Carlos Medina        | Francisco Braco      | 1-2                  |
| GT Corse             | 7                    | Hugo Latorre         |                      | 1                    |
| GT Corse             | 7                    | Hugo Latorre         | Guzmán Miguélez      | 2                    |
| GT Corse             | 23                   | Javier Conejero      | Javier Conejero      | 1-2                  |
| Speedy Motorsport    | 25                   | Guillem Serna        | Eduardo Alonso       | 1                    |
| Speedy Motorsport    | 25                   | Guillem Serna        | Álvaro Rodríguez     | 2                    |
| Speedy Motorsport    | 37                   | Juan Burguera        | Juan Burguera        | 1                    |
| Speedy Motorsport    | 37                   | Álex Gruau           | Luis Isasi           | 2                    |
| Speedy Motorsport    | 38                   | Jaime Burguera       |                      | 1                    |
| Speedy Motorsport    | 38                   | Jaime Burguera       | Juan Burguera        | 2                    |
| Garage 34 Team       | 34                   | Luis Maurice         | Nahuel Pozzuto       | 1-2                  |
| VSR Motorsport       | 73                   | Toni Castillo        | Fernando Paniagua    | 1                    |
| Racer GT (BMW M2)    |                      |                      |                      |                      |
| E2P Racing           | 100                  | Ana Sainero          | Antonio Sainero      | 1*-2                 |
| E2P Racing           | 108                  | Kosta Kanaroglou     | Kosta Kanaroglou     | 1                    |
| E2P Racing           | 111                  | Javier Escobar       | Javier Escobar       | 2                    |
| E2P Racing           | 119                  | Juan Catalán         | Ana Sainero          | 1*                   |
| E2P Racing           | 119                  | Juan Catalán         | 2                    |                      |
| Frinsa               | 107                  | Pablo Carregal       | Pablo Carregal       | 1-2                  |
| H.A.R.T.             | 109                  | Óscar Aparicio       | César Romero         | 1-2                  |
| Rodicar              | 114                  | Diego Carrascal      | Diego Carrascal      | 1-2                  |
| TSID Motorsport      | 101                  | Pablo Burguera       | Javier Escobar       | 1                    |
| TSID Motorsport      | 101                  | Pablo Burguera       | 2                    |                      |
| TSID Motorsport      | 117                  | Cata Burguera        | Oliver Campos        | 1-2                  |
| Infe Motorsport      | 198                  | Miguel Tobar         | Miguel Tobar         | 1                    |

- En la ronda 1 Ana Sainero cambió del coche dorsal 100 al 119 tras sufrir un accidente en la carrera 1.

## Calendario
| Ronda | Ronda | Circuito               | Fecha            | Acompaña a                           |
| ----- | ----- | ---------------------- | ---------------- | ------------------------------------ |
| 1     | C1    | Circuito Ricardo Tormo | 13 de abril      | NASCAR EuroSeries + CECC             |
| 1     | C2    | Circuito Ricardo Tormo | 13 de abril      | NASCAR EuroSeries + CECC             |
| 1     | C3    | Circuito Ricardo Tormo | 13 de abril      | NASCAR EuroSeries + CECC             |
| 2     | C1    | Autódromo do Estoril   | 13 de julio      | Estoril Summer Fest                  |
| 2     | C2    | Autódromo do Estoril   | 13 de julio      | Estoril Summer Fest                  |
| 2     | C3    | Autódromo do Estoril   | 13 de julio      | Estoril Summer Fest                  |
| 3     | C1    | Circuito de Navarra    | 13 de septiembre | Porsche Sprint Cup Iberia            |
| 3     | C2    | Circuito de Navarra    | 13 de septiembre | Porsche Sprint Cup Iberia            |
| 3     | C3    | Circuito de Navarra    | 13 de septiembre | Porsche Sprint Cup Iberia            |
| 4     | C1    | Circuito de Jerez      | 2 de noviembre   | Supercars Endurance + Porsche S.C.I. |
| 4     | C2    | Circuito de Jerez      | 2 de noviembre   | Supercars Endurance + Porsche S.C.I. |
| 4     | C3    | Circuito de Jerez      | 2 de noviembre   | Supercars Endurance + Porsche S.C.I. |
| 5     | Q1    | Circuito de Navarra    | 30 de noviembre  |                                      |
| 5     | Q2    | Circuito de Navarra    | 30 de noviembre  |                                      |
| 5     | 2H    | Circuito de Navarra    | 30 de noviembre  |                                      |

## Resultados
- Sistema de puntuación pilotos:

| Posición | 1º | 2º | 3º | 4º | 5º | 6º | 7º | 8º | 9º | 10º | 11º | 12º | 13º | 14º | 15º |
| -------- | -- | -- | -- | -- | -- | -- | -- | -- | -- | --- | --- | --- | --- | --- | --- |
| Puntos   | 25 | 22 | 20 | 18 | 16 | 14 | 12 | 10 | 8  | 6   | 5   | 4   | 3   | 2   | 1   |

En caso de tres carreras por evento, se promedia el resultado de cada coche en las dos primeras (carreras sprint) para otorgar dos puntuaciones por evento, una para las sprint y otra para la carrera larga.
| Pos.          | Pilotos           | Pilotos          | CRT      | CRT      | CRT      | EST      | EST      | EST      | NAV      | NAV      | NAV      | JER      | JER      | JER      | NAV      | NAV      | NAV      | Ptos.    |
| Racer GT      | Racer GT          | Racer GT         | Racer GT | Racer GT | Racer GT | Racer GT | Racer GT | Racer GT | Racer GT | Racer GT | Racer GT | Racer GT | Racer GT | Racer GT | Racer GT | Racer GT | Racer GT | Racer GT |
| ------------- | ----------------- | ---------------- | -------- | -------- | -------- | -------- | -------- | -------- | -------- | -------- | -------- | -------- | -------- | -------- | -------- | -------- | -------- | -------- |
| 1             | Diego Carrascal   | Diego Carrascal  | 1        | 1        | 1        | 2        | 1        | 2        |          |          |          |          |          |          |          |          |          | 94       |
| 2             | Óscar Aparicio    | César Romero     | 5        | 5        | 2        | 3        | 7†       | 5        |          |          |          |          |          |          |          |          |          | 74       |
| 3             | Cata Burguera     | Oliver Campos    | 8        | 7        | 3        | 7        | 3        | 1        |          |          |          |          |          |          |          |          |          | 69       |
| 4             | Pablo Carregal    | Pablo Carregal   | 2        | 2        | Ret      | 1        | 2        | 4        |          |          |          |          |          |          |          |          |          | 65       |
| 5             | Pablo Burguera    | Pablo Burguera   | 9        | (3)      | DNS      | 4        | 4        | 3        |          |          |          |          |          |          |          |          |          | 52       |
| 6             | Juan Catalán      | Juan Catalán     | 6        | (4)      | DNS      | 6        | 6        | 6        |          |          |          |          |          |          |          |          |          | 44       |
| 7             | Miguel Tobar      | Miguel Tobar     | 5        | 6        | 4†       |          |          |          |          |          |          |          |          |          |          |          |          | 32       |
| 8             | Javier Escobar    | Javier Escobar   | (9)      | 3        | DNS      | 5        | 5        | Ret      |          |          |          |          |          |          |          |          |          | 30       |
| 9             | Ana Sainero       | Ana Sainero      | (6)      | 4        | DNS      | WD       | WD       | WD       |          |          |          |          |          |          |          |          |          | 18       |
| 10            | Kosta Kanaroglou  | Kosta Kanaroglou | 3        | Ret      | DNS      |          |          |          |          |          |          |          |          |          |          |          |          | 16       |
|               | Antonio Sainero   | Antonio Sainero  | (Ret)    | WD       | WD       | WD       | WD       | WD       |          |          |          |          |          |          |          |          |          |          |
| Racer Turismo |                   |                  |          |          |          |          |          |          |          |          |          |          |          |          |          |          |          |          |
| 1             | Hugo Latorre      | Hugo Latorre     | 2        | 1        | 1        | 2        | (6)      | 3        |          |          |          |          |          |          |          |          |          | 88       |
| 2             | Luis Maurice      | Nahuel Pozzuto   | 1        | 6        | 2        | 1        | 5        | 2        |          |          |          |          |          |          |          |          |          | 86       |
| 3             | Carlos Medina     | Francisco Braco  | 6        | 2        | 3        | 5        | 4        | 1        |          |          |          |          |          |          |          |          |          | 75       |
| 4             | Guillem Serna     | Guillem Serna    | 5        | (5)      | 4        | 3        | (1)      | 4        |          |          |          |          |          |          |          |          |          | 75       |
| 5             | Javier Conejero   | Javier Conejero  | 4        | 4        | 6        | 4        | 3        | 6        |          |          |          |          |          |          |          |          |          | 66       |
| 6             | Álvaro Rodríguez  | Álvaro Rodríguez |          |          |          | (3)      | 1        | 4        |          |          |          |          |          |          |          |          |          | 43       |
| 7             | Jaime Burguera    | Jaime Burguera   | 6        | Ret      | 5        | 7        | (7)      | Ret      |          |          |          |          |          |          |          |          |          | 40       |
| 8             | Guzmán Miguélez   | Guzmán Miguélez  |          |          |          | (2)      | 6        | 3        |          |          |          |          |          |          |          |          |          | 38       |
| 9             | Juan Burguera     | Juan Burguera    | 8        | 7        | 7        | 7        | (7)      | Ret      |          |          |          |          |          |          |          |          |          | 34       |
| 10            | Fernando Paniagua | Antonio Castillo | 3        | 3        | 8†       |          |          |          |          |          |          |          |          |          |          |          |          | 32       |
| 11            | Eduardo Alonso    | Eduardo Alonso   | (5)      | 5        | 4        |          |          |          |          |          |          |          |          |          |          |          |          | 32       |
| 12            | Luis Isasi        | Alex Gruau       |          |          |          | 6        | 2        | 5        |          |          |          |          |          |          |          |          |          | 32       |
| Pos.          | Pilotos           | Pilotos          | CRT      | CRT      | CRT      | EST      | EST      | EST      | NAV      | NAV      | NAV      | JER      | JER      | JER      | NAV      | NAV      | NAV      | Ptos.    |

| Leyenda: | 1.º | 2.º | 3.º | Pts | SP | NC | Ret | DNQ | DSQ | DNS | PO | WD | C |  | DNP | INJ | EX |  | Neg | Cur | † |

### Trofeo de equipos
- Sistema de puntuación equipos:

| Posición | 1º | 2º | 3º | 4º | 5º | 6º | 7º | 8º | 9º | 10º |
| -------- | -- | -- | -- | -- | -- | -- | -- | -- | -- | --- |
| Puntos   | 22 | 18 | 16 | 14 | 12 | 10 | 8  | 6  | 4  | 2   |

| Pos.          | Equipo                 | Ptos.    |
| Racer GT      | Racer GT               | Racer GT |
| ------------- | ---------------------- | -------- |
| 1             | TSID Motorsport by E2P | 94       |
| 2             | Rodicar                | 80       |
| 3             | E2P Racing             | 58       |
| 4             | H.A.R.T.               | 58       |
| 5             | Frinsa                 | 54       |
| 6             | INFE Motorsport by E2P | 24       |
| Racer Turismo |                        |          |
| 1             | H.A.R.T.               | 130      |
| 2             | GT Corse               | 124      |
| 3             | Speedy Motorsport      | 104      |
| 4             | VSR Motorsport         | 26       |